# Joanna Boloña
Joanna Sofía Boloña Acuña (Lima, 13 de marzo de 1986) es una conductora de radio y televisión peruana.

## Biografía
Hija del exministro Carlos Boloña Behr y de Sylvia Acuña Koetzle. Estudió en el Colegio Villa María de la ciudad de Lima.
Ingresó a la Universidad Peruana de Ciencias Aplicadas, en la cual estudió Administración y Marketing.
En los últimos años de su carrera universitaria, formó la empresa Andina Lácteos, la cual se dedicó a la producción y comercialización de productos lácteos.

### Trayectoria
En 2010 ingresó como comentarista deportiva al programa Entre titulares de Cable Mágico Deportes, en el cual permaneció hasta 2012.
En 2013 pasó al programa Enemigos Públicos, en el cual se encargó de hacer reportajes deportivos o de actualidad. De la misma manera, realizó la cobertura del Mundial de Brasil 2014.
De 2013 a 2016 condujo El tamaño sí importa junto a José Peláez y Oriana Cicconi por Studio 92.
Desde 2018 conduce la versión peruana de SportsCenter por ESPN.

## Carrera

### Televisión
- SportsCenter - Perú (2018- )
- Sport Elegante (2017)
- #16 noches (2015)
- Bendito programa deportivo de las 12 (2014)
- Enemigos Públicos (2013-2014)
- Entre titulares (2010-2012)

### Radio
- El tamaño sí importa (2013-2016)
- Studio Picnic (2013-2016)
- Sportgirl (2015-2016)

## Libros
- Hola Rusia (2018)
- Miss fútbol (2014)